# Jurriën Rood
Jurriën Rood (* 1955) ist ein niederländischer Drehbuchautor, Filmregisseur und Philosoph.

## Leben
Rood studierte Regie und Drehbuch an der Nederlandse Film en Televisie Academie in Amsterdam von 1972 bis 1976.
Von 1993 bis 1994 arbeitete er als Regisseur der 13-teiligen TV-Serie Pril Geluk in der Produktionsfirma von John de Mol.
Sein größter Erfolg war der Dokumentarfilm The Road to Bresson, der auf den Internationalen Filmfestspielen von Cannes 1984 (Un Certain Regard) gezeigt wurde.
Von 2000 bis 2006 studierte er Philosophie an der Universität von Amsterdam.
Jurriën Rood lebt in Dresden und Amsterdam.

## Filmographie (Auswahl)
- 1979: Liebe ohne Skrupel (Twee vrouwen/Twice a Woman) (Drehbuch mit George Sluizer), nach dem Roman Zwei Frauen von Harry Mulisch
- 1981: Het 30 April-gevoel (Regie), unter anderem mit Rijk de Gooyer
- 1984: The Road to Bresson (De weg naar Bresson) (Dokumentarfilm) (Drehbuch und Regie zusammen mit Leo de Boer)
- 1987: De orionnevel (Drehbuch und Regie)
- 1994: Pril geluk (Regie), Drehbuch: Edwin de Vries
- 1998: Celluloid blues (Drehbuch und Regie)
- 2009–2011: De Onbekende Politie (24 Kurzfilme)[1]
- 2015: Die dag en die film (Kurzfilm, Drehbuch und Regie)